# Sukaraja Wetan
Sukaraja Wetan is een bestuurslaag in het regentschap Majalengka van de provincie West-Java, Indonesië. Sukaraja Wetan telt 5854 inwoners (volkstelling 2010).